# باز خفاش
باز خفاش (الاسم العلمي: Macheiramphus alcinus) هو نوع من فصيلة بازية.